# Ciuma silvatică

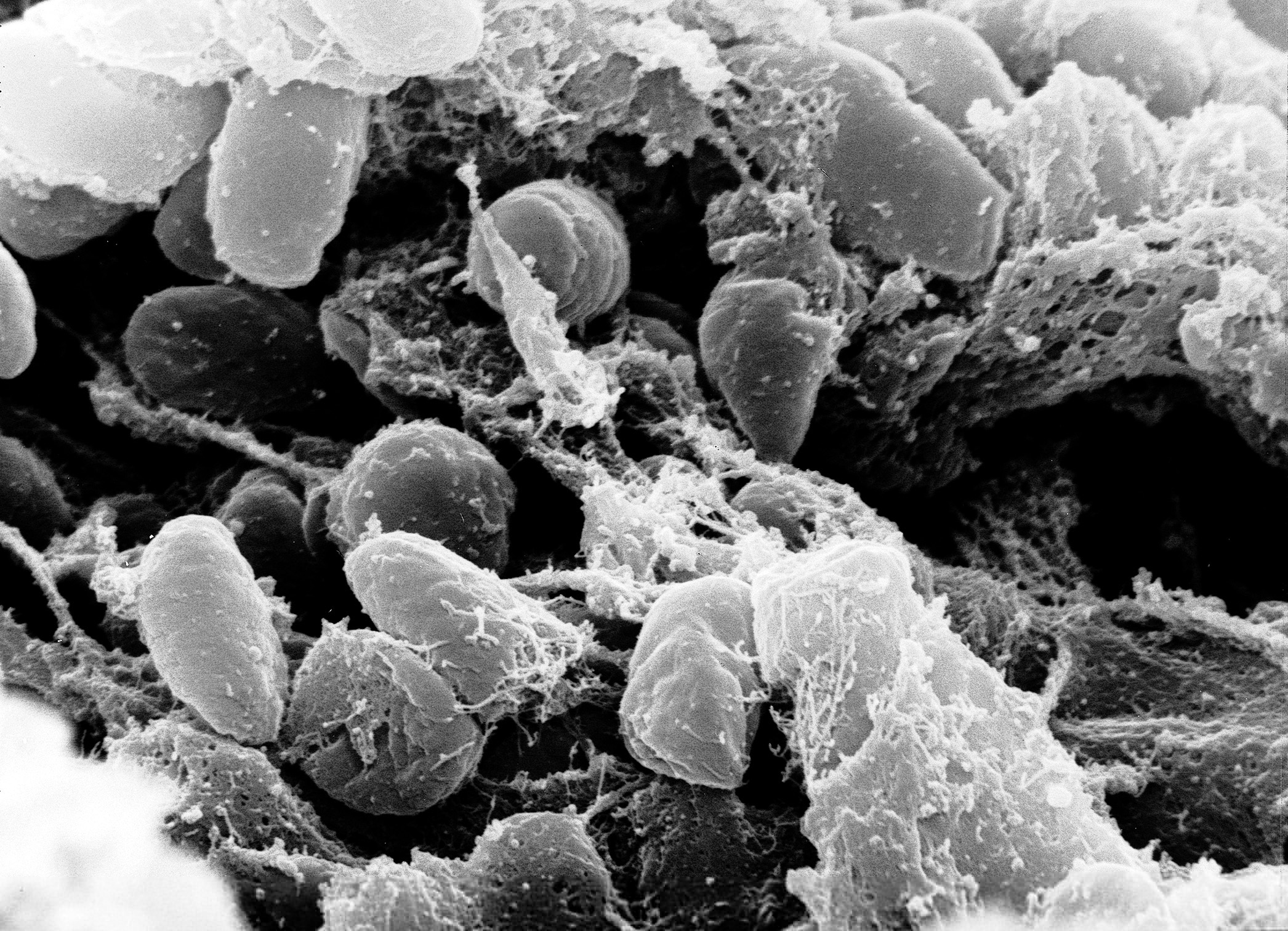
Microfotografie electronică de scanare reprezentând o masă de bacterii Yersinia pestis (cauza ciumei bubonice) în intestinul anterior al puricelui vector.

Ciuma silvatică este o boala bacteriană infecțioasă cauzată de bacteria ciumei (Yersinia pestis) care afectează în principal rozătoarele, cum ar fi câinii de prerie. Este aceeași bacterie care provoacă ciuma⁠(d) bubonică⁠(d) și pneumonică la om. Silvatic, sau sylvan, înseamnă „care apare în pădure” și se referă în special la forma de ciumă care afectează animalele sălbatice din mediul rural. Ciuma urbană⁠(d) se referă la forma care apare la animalele sălbatice din mediul urban.
Se transmite în principal în rândul animalelor sălbatice prin mușcături de purici și prin contactul cu țesuturi sau fluide infectate. Ciuma [[{{{2}}}|silvatică]]⁠(en)[traduceți] se întâlnește cel mai frecvent în coloniile de câini de preerie și în unele mustelide, precum dihorul cu picioare negre⁠(d).